# Anthonius Tollenaar
Anthonius Gijsbertus Tollenaar (Utrecht, 3 mei 1840 - idem, 27 april 1889) was een Nederlandse architect die actief was in de stad Utrecht.

## Biografie
Hij was een zoon van de architect Lambertus Tollenaar. Samen met L. Tollenaar (mogelijk zijn vader) maakte hij ontwerpplannen voor het lokale rooms-katholieke Parochiaal Armbestuur in het kader van de Zeven Steegjes. In dit project zijn in meerdere bouwfasen tussen 1842 en 1867 zo'n 128 eenvoudige woningen gebouwd die een buurtje vormen. Een aanzienlijk deel daarvan is gewaardeerd als gemeentelijk monument.
Het Hiëronymushuis (Wees- en Oudeliedengesticht) dateert uit 1874 en is ontworpen door Alfred Tepe. Hij kreeg hierbij hulp van Tollenaar.
Tollenaar ontwierp verder het Speyart van Woerden's Hofje. Het hofje is een rijksmonument dat omstreeks 1876 is gebouwd en uit 17 woningen bestaat.

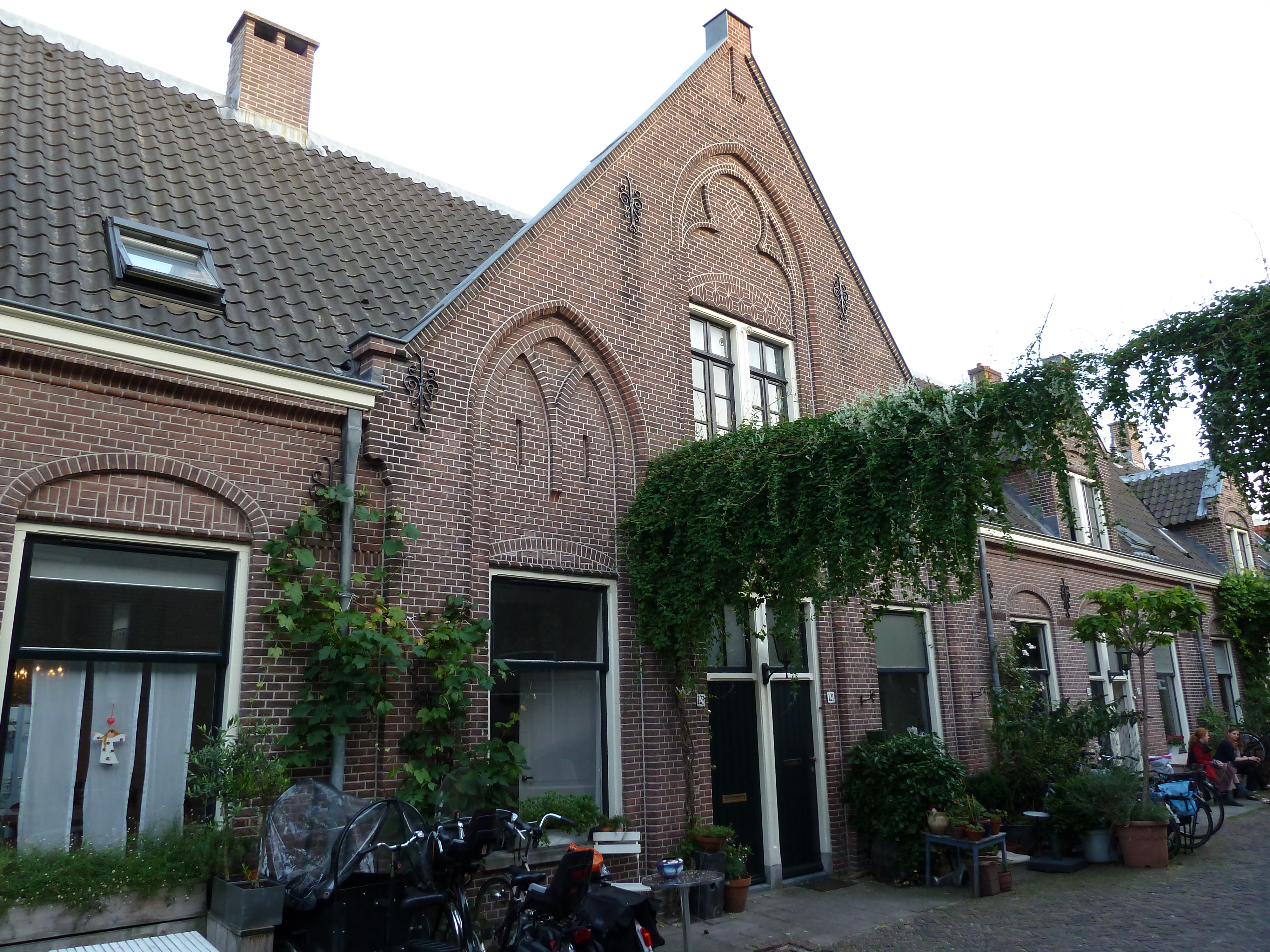
Deel van het Martinushofje

Het Martinushofje, een 24 woningen tellend hofje aan de Gansstraat, is in 1884 in opdracht van het Parochiaal Armbestuur gebouwd naar zijn ontwerp. Het is gebouwd in een stijl die wordt gekarakteriseerd als overgangsarchitectuur met toepassing van een beperkt aantal neogotische elementen. Ook dit hofje is een rijksmonument.